# بن دیویس (بازیکن فوتبال، زاده ۲۰۰۰)
بن دیویس (انگلیسی: Ben Davis؛ زادهٔ ۲۴ نوامبر ۲۰۰۰) بازیکن فوتبال اهل تایلند است.
از باشگاه‌هایی که در آن بازی کرده‌است می‌توان به باشگاه فوتبال فولام اشاره کرد.
وی همچنین در تیم‌های ملی فوتبال زیر ۱۶ و زیر ۱۹ سال سنگاپور و زیر ۲۳ سال و بزرگسالان تایلند بازی کرده‌است.